# Jordan 191
El Jordan 191 fue el primer monoplaza del equipo Jordan diseñado por Gary Anderson para ser usado en la temporada debut en 1991. Su mejor resultado fue en Canadá y México, donde Andrea de Cesaris finalizó cuarto lugar en ambas carreras. Conduciendo el 191 en el Gran Premio de Hungría, Bertrand Gachot consiguió la vuelta más rápida de la carrera.
Fue diseñado por Gary Anderson quien trabajó en la carrocería y en la  Aerodinámica, y Mark Smith quien diseñó la caja de cambios. Originalmente se iba contar con los motores Judd V8, pero al final montaron motores más competitivos Ford HB V8. El auto se destacó por tener un diseño limpio, un morro elevado y difusores caídos. El 191 es considerado como uno de los coches más bellos de la historia de la Fórmula 1, ganó el premio del coche de carreras del año de la revista británica Autosport de 1991.

## Temporada 1991
Cinco pilotos tomaron parte en el equipo en las 16 carreras que constaba el mundial. Andrea de Cesaris era el único de ellos en completar la temporada completa, a pesar de fallar al no clasificarse para el Gran Premio de los Estados Unidos de 1991. También fue de Cesaris el que consiguió para el equipo el mejor de sus resultados al acabar cuarto en el Gran Premio de Canadá de 1991 y en el Gran Premio de México de 1991. Bertrand Gachot obtuvo un quinto puesto como mejor resultado en Canadá, solo dos segundos por detrás de Cesaris en la meta. La temporada de Gachot se vio truncada por un famoso altercado con un taxista de Londres, lo que le llevó a una pena de dos meses de prisión. Incluso cuando salió de la cárcel el equipo no quiso volver a darle asiento en sus monoplazas.
Para el final de la temporada, hasta tres pilotos ocuparon el sitio que dejó Gachot vacante. Alessandro Zanardi, Roberto Moreno y un por aquel entonces, un joven alemán de 22 años de nombre Michael Schumacher. El alemán fue una revelación en el único fin de semana con el equipo Jordan. En el Gran Premio de Bélgica de 1991, Schumacher clasificó en un gran séptimo puesto en la parrilla (el mejor resultado hasta el momento de Jordan), superando a de Cesaris que fue undécimo. Sin embargo, no pudo terminar la carrera, ya que un fallo en el embrague en la primera milla de la carrera acabó con la carrera. Después siguió un altercado entre el equipo Benetton y Jordan, con lo que Schumacher firmó por el equipo británico (con el cual dos años más tarde ganaría dos Campeonatos de Pilotos), contratando entonces el equipo al brasileño precisamente de Benetton. El realizó dos carreras antes de dar paso a otro debutante, Zanardi, que corrió tres carreras. Un par de novenos puestos fueron su mejor resultado, sin llegar a superar en ningún momento a Gachot.
En su primera temporada, Jordan acabó en un gran quinto puesto en el Campeonato de Constructores, obteniendo 13 puntos.

## Resultados

### Fórmula 1

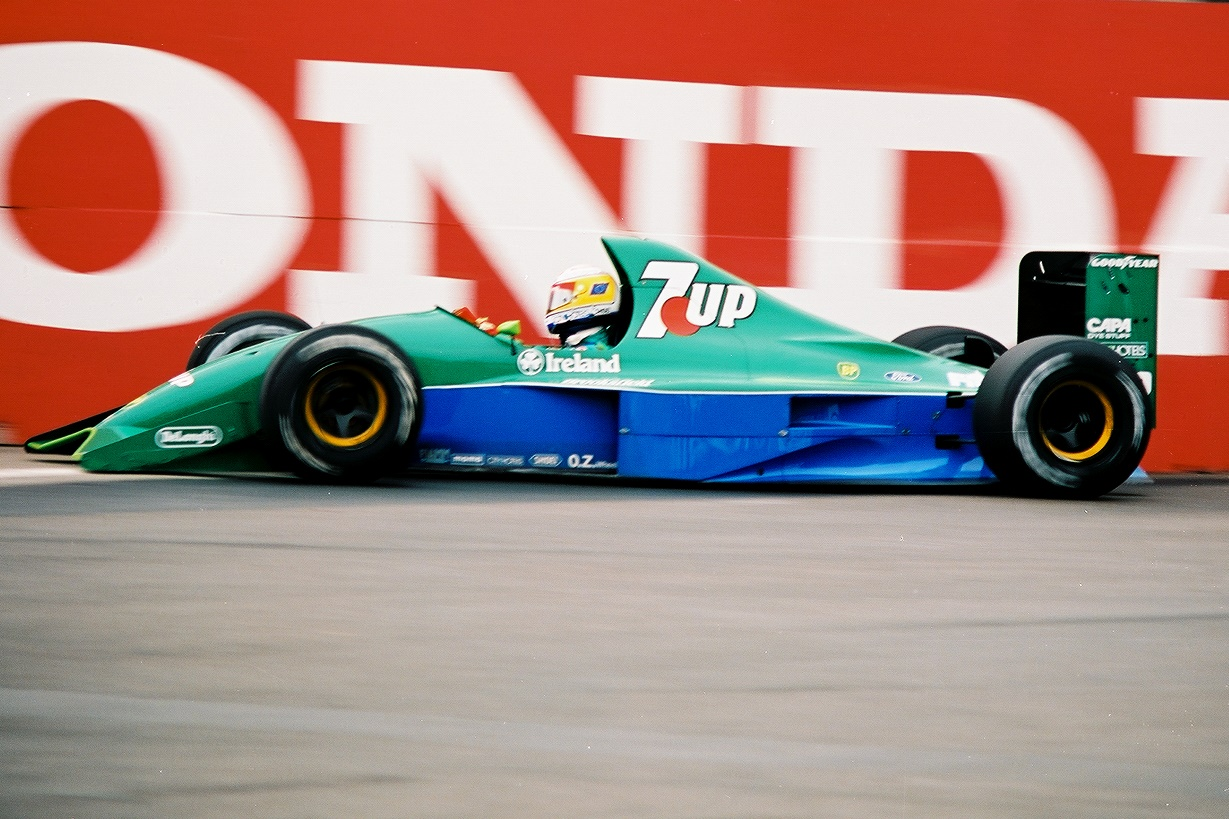
Bertrand Gachot pilotando el 191 en la primera carrera de Jordan en Fórmula 1, en el Gran Premio de los Estados Unidos de 1991.

(Clave) (negrita indica pole position) (cursiva indica vuelta rápida)

| Año  | Motor        | Neu. | N.º | Pilotos            | 1    | 2   | 3   | 4   | 5   | 6   | 7   | 8   | 9   | 10  | 11  | 12  | 13  | 14  | 15  | 16  | Puntos | Pos. |
| ---- | ------------ | ---- | --- | ------------------ | ---- | --- | --- | --- | --- | --- | --- | --- | --- | --- | --- | --- | --- | --- | --- | --- | ------ | ---- |
| 1991 | Ford HBA4 V8 | G    |     |                    | USA  | BRA | SMR | MON | CAN | MEX | FRA | GBR | GER | HUN | BEL | ITA | POR | ESP | JPN | AUS | 13     | 5º   |
| 1991 | Ford HBA4 V8 | G    | 32  | Bertrand Gachot    | 10   | 13  | Ret | 8   | 5   | Ret | Ret | 6   | 6   | 9   |     |     |     |     |     |     | 13     | 5º   |
| 1991 | Ford HBA4 V8 | G    | 32  | Michael Schumacher |      |     |     |     |     |     |     |     |     |     | Ret |     |     |     |     |     | 13     | 5º   |
| 1991 | Ford HBA4 V8 | G    | 32  | Roberto Moreno     |      |     |     |     |     |     |     |     |     |     |     | Ret | 10  |     |     |     | 13     | 5º   |
| 1991 | Ford HBA4 V8 | G    | 32  | Alex Zanardi       |      |     |     |     |     |     |     |     |     |     |     |     |     | 9   | Ret | 9   | 13     | 5º   |
| 1991 | Ford HBA4 V8 | G    | 33  | Andrea de Cesaris  | DNPQ | Ret | Ret | Ret | 4   | 4   | 6   | Ret | 5   | 7   | 13  | 7   | 8   | Ret | Ret | 8   | 13     | 5º   |

- [1]